# Zygmunt Karaffa-Kraeuterkraft
Zygmunt Karaffa-Kraeuterkraft, także jako Kreuterkraft vel Krajtenkraft (ur. 15 kwietnia 1892 w Warszawie, zm. 4 kwietnia 1964 w Paryżu) – podpułkownik łączności inżynier Wojska Polskiego, działacz w dziedzinie radiotechniki i krótkofalarstwa.

## Życiorys
Z pochodzenia i wyznania Karaim. Urodził się w rodzinie Jakuba i Stanisławy z Korrmanów. Po ukończeniu gimnazjum im. Michała Kreczmara w Warszawie studiował we Francji na uniwersytecie w Nancy i w Instytucie Elektrotechnicznym w Paryżu. Dyplom inżyniera elektrotechnika uzyskał w 1915. Był członkiem Filarecji i Związku Strzeleckiego. Po studiach przez dwa lata uczył matematyki i fizyki w gimnazjum w Łodzi. Po odzyskaniu przez Polskę niepodległości został przyjęty do Wojska Polskiego, w charakterze urzędnika wojskowego. W latach 1922–1924 był zatrudniony w Szefostwie Łączności Dowództwa Okręgu Korpusu Nr IV w Łodzi. 9 marca 1922 roku Naczelny Wódz zmienił mu rangę X na rangę VIII. W marcu 1924 roku zostały mu powierzone obowiązki szefa łączności DOK IV na czas odkomenderowania majora Józefa Rębskiego do Dowództwa Okręgu Korpusu Nr X w Przemyślu. W tym samym czasie został przemianowany z dniem 1 marca 1924 roku na oficera zawodowego w stopniu majora ze starszeństwem z 1 grudnia 1920 roku i 2. lokatą w korpusie oficerów łączności. W 1924 był przydzielony do 1 pułku łączności w Warszawie. Do wiosny 1929 roku pełnił służbę w Departamencie Inżynierii Ministerstwa Spraw Wojskowych, pozostając oficerem nadetatowym 1 Pułku Łączności. 23 stycznia 1929 roku został mianowany podpułkownikiem ze starszeństwem z dniem 1 stycznia 1929 roku i 2. lokatą w korpusie oficerów łączności. Od kwietnia 1929 pełnił funkcję dowódcy Pułku Radiotelegraficznego w Warszawie. Z dniem 31 sierpnia 1934 roku został przeniesiony w stan spoczynku.
W tym samym roku prezydent m. st. Warszawy Marian Zyndram-Kościałkowski mianował go wicedyrektorem tramwajów.
Był działaczem radiowym i krótkofalarskim. Był współtwórcą publikacji pt. Poradnik dla Radjoamatorów 1927. Został wyznaczony w skład grupy powołanej przy Instytucie Radiotechnicznym do stworzenia ogólnopolskiej organizacji krótkofalarskiej. W efekcie ich pracy powstał Polski Związek Krótkofalowców. W 1932 i w 1934 był wybierany na funkcję prezesa ZG PZK (SP1KK). Został członkiem prezydium podczas Pierwszego Ogólnopolskiego Zjazdu Krótkofalowców w Warszawie. Wygłaszał odczyty na tematy radiowe na zjeździe krótkofalowców, w ramach PZK, a także za pośrednictwem rozgłośni radiowej. Pełnił funkcję sekretarza generalnego Polskiego Radia. Od 1935 do 1939 sprawował stanowisko prezesa Społecznego Zrzeszenia Inżynierów Rzeczypospolitej Polskiej.
W czasie funkcjonowania rządu Leona Kozłowskiego w październiku 1934 ppłk. inż. Karaffa-Kraeuterkraft był wymieniany w prasie jako ewentualny następca ówczesnego ministra poczt i telegrafów, Emila Kalińskiego. Do 1939 zamieszkiwał przy ulicy Rozbrat 32 w Warszawie.
Po wybuchu II wojny światowej wraz z częścią pracowników Polskiego Radia ewakuował się do Rumunii, a następnie do Francji, gdzie zgłosił się do powstającej armii polskiej. Po klęsce Francji w 1940 rozpoczął tajną działalność w Polskiej Organizacji Walki o Niepodległość, od 1942 Podziemny Ruch Oporu, w którym działał pod ps. „Karaś”. Po wyzwoleniu Francji pracował w Polskiej Misji Wojskowej w Paryżu. Udzielał się w pracy społecznej Polonii francuskiej. Był członkiem Stowarzyszenia Inżynierów i Techników Polskich we Francji.
Od 17 marca 1932 był mężem Ludwiki z Petrykiewiczów.
Zmarł 4 kwietnia 1964 w Paryżu. Został pochowany na cmentarzu Batignolles.

## Ordery i odznaczenia

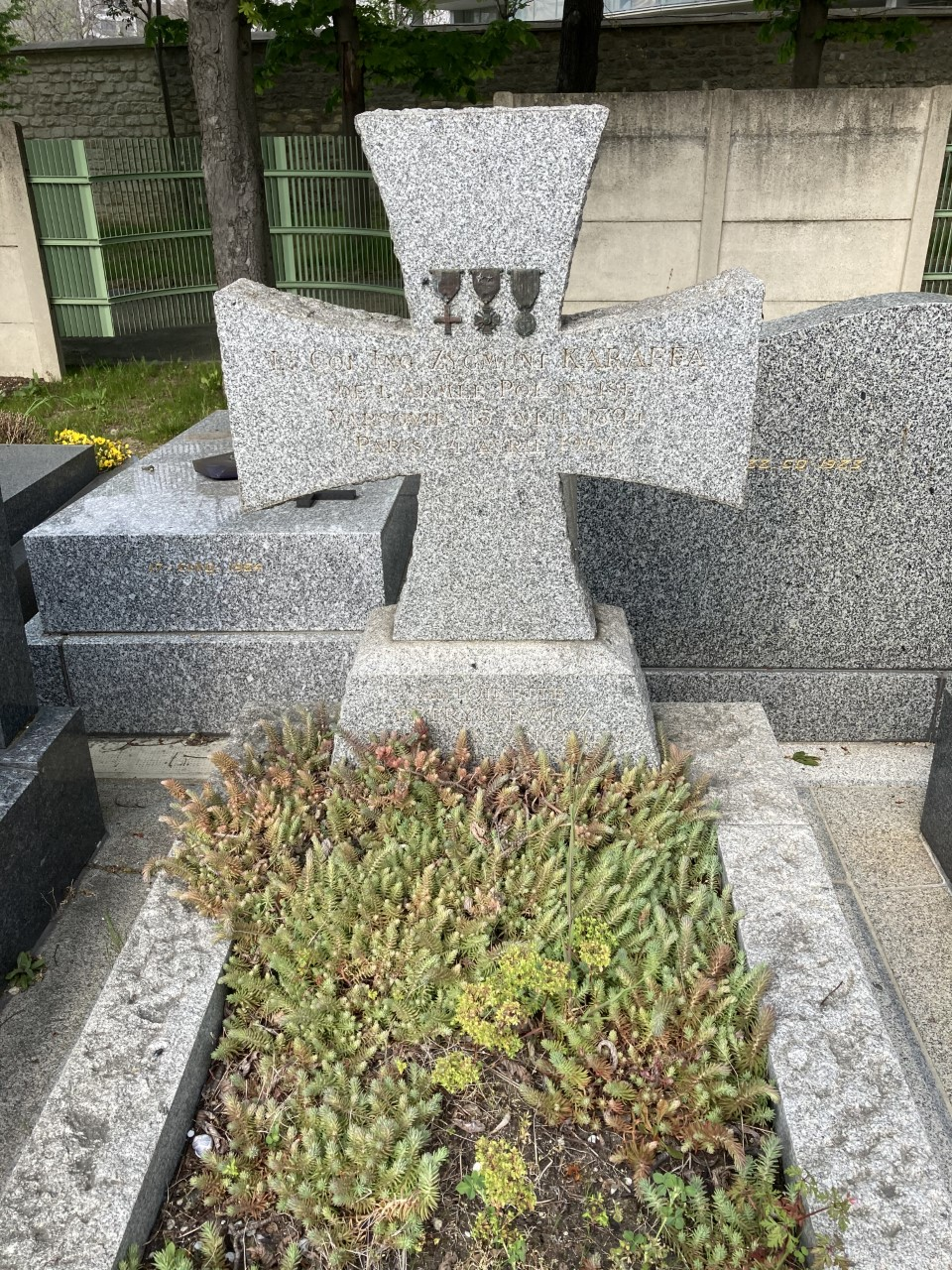
Grób Zygmunta Karaffy

- Krzyż Niepodległości (20 stycznia 1931)[29]
- Złoty Krzyż Zasługi (1938)[30]
- Srebrny Krzyż Zasługi (16 marca 1928)[31]
- Medal Pamiątkowy za Wojnę 1918–1921[1]
- Medal Dziesięciolecia Odzyskanej Niepodległości[1]
- Krzyż Komandorski Orderu Korony Rumunii (Rumunia)[1]
- Krzyż Wojenny z Gwiazdą (Francja)[3]
- Medal Ruchu Oporu (Francja)[3]